# Pasmo V
Pasmo V (ang. V band)

## Zastosowanie
Pochłaniane przez atmosferę co ogranicza ich zakres zastosowań.
W tym zakresie pracują urządzenia łączności, radiolokacyjne, prowadzone są prace badawcze nad bronią elektromagnetyczną: np. broń obezwładniająca ADS (95 GHz) i bronią przeciw urządzeniom elektronicznym.
Prowadzone są badania radioastronomiczne. 
Krótkofalowcy mają przyznane pasma łączności amatorskiej: 47 GHz, 81 GHz, 120 GHz, 141 GHz, 241 do 250 GHz.

## Częstotliwości
Częstotliwości są wyższe od pasma Ka, powyżej 40 GHz.